# Rhinolophus eloquens
Rhinolophus eloquens är en fladdermusart som beskrevs av K. Andersen 1905. Rhinolophus eloquens ingår i släktet Rhinolophus och familjen hästskonäsor. IUCN kategoriserar arten globalt som livskraftig. Inga underarter finns listade i Catalogue of Life. Wilson & Reeder (2005) skiljer mellan två underarter.
Denna fladdermus förekommer i östra Afrika från Sydsudan till Somalia och söderut till Rwanda och södra Kenya. Arten hittas även på öar som tillhör Tanzania. Den lever i savanner och vilar i grottor.